# Woodrow Wilson Bledsoe
Woodrow Wilson "Woody" Bledsoe (Maysville, Oklahoma, 12 de novembro de 1921 — Austin, 4 de outubro de 1995) foi um matemático e cientista da computação estadunidense.
Obteve um doutorado na Universidade da Califórnia em Berkeley em 1953, orientado por Anthony Morse, com a tese Separative Measures for Topological Spaces.
Foi um dos pioneiros da inteligência artificial, reconhecimento de padrões e prova automática de teoremas. 